# Municipio de Hancock (Iowa)
El municipio de Hancock (en inglés: Hancock Township) es un municipio ubicado en el condado de Plymouth en el estado estadounidense de Iowa. En el año 2010 tenía una población de 371 habitantes y una densidad poblacional de 7,82 personas por km².

## Geografía
El municipio de Hancock se encuentra ubicado en las coordenadas 42°36′37″N 96°28′11″O / 42.61028, -96.46972. Según la Oficina del Censo de los Estados Unidos, el municipio tiene una superficie total de 47.42 km², de la cual 45,93 km² corresponden a tierra firme y (3,14 %) 1,49 km² es agua.

## Demografía
Según el censo de 2010, había 371 personas residiendo en el municipio de Hancock. La densidad de población era de 7,82 hab./km². De los 371 habitantes, el municipio de Hancock estaba compuesto por el 97,04 % blancos, el 0,27 % eran amerindios, el 0,81 % eran asiáticos y el 1,89 % eran de una mezcla de razas. Del total de la población el 0,27 % eran hispanos o latinos de cualquier raza.